# Ricomere
Flavio Ricomere o Ricomero (latino: Flavius Richomeres; IV secolo – 393) è stato un generale franco naturalizzato romano che fece carriera come comes, magister militum e console.

## Vita

### Origini e battaglia di Adrianopoli
Era probabilmente figlio di Teutomere e zio di Arbogaste, un altro generale romano di origine franca; sposò Ascyla, da cui ebbe Teodimiro, re dei Franchi.
Nel 377 era comes domesticorum dell'imperatore romano Graziano in Gallia, quando venne destinato a condurre i rinforzi per l'esercito orientale dell'imperatore Valente in Tracia, dove erano sconfinati i Visigoti. Combatté nella battaglia dei Salici (377).
Quando Valente giunse nella piana di Adrianopoli per affrontate i Visigoti di Fritigerno, Ricomere tentò di convincerlo di non dare battaglia prima dell'arrivo dei rinforzi di Graziano; a seguito della richiesta del capo goto di ostaggi come pegno per la pace, Ricomere si offrì volontario e si mosse con gli altri ostaggi per raggiungere il campo goto. Alcuni reparti dell'esercito romano attaccarono senza attendere gli ordini e la battaglia di Adrianopoli (378) iniziò, sorprendendo Ricomere dietro le linee nemiche. Il generale franco riuscì a salvarsi, ma la battaglia fu disastrosa per i Romani, che persero moltissimi uomini e ufficiali, tra cui Valente stesso.

### Magno Massimo ed Eugenio
Nel 383 era generale nella porzione orientale dell'impero, col titolo di magister militum per Orientem; l'anno successivo divenne console. Nel 388 venne inviato dall'imperatore Teodosio I contro l'usurpatore Magno Massimo: assieme al nipote Arbogaste e ai generali Promoto e Timasio, lo sconfisse nella battaglia della Sava. Quello stesso anno divenne comes et magister utriusque militiae, comandante supremo dell'esercito orientale, fino alla sua morte, avvenuta nel 393.
Ricomere era interessato alla letteratura, ed era conoscente di retori quali Libanio e Agostino, di letterati come Simmaco e Flaviano; fu Ricomere a far conoscere il retore Eugenio al nipote Arbogaste, il magister militum d'Occidente, che cercava un tutore per l'imperatore Valentiniano II. Dopo la morte di Valentiniano (392), Arbogaste elevò al trono Eugenio: Teodosio I (393) chiese a Ricomere di comandare il contingente di cavalleria dell'esercito mandato a combattere i due ribelli, ma Ricomere morì lungo il viaggio.

### Fonti primarie
- Ammiano Marcellino, Res gestae libri xxxi

### Fonti secondarie
- Jones, Martindale, Morris, Prosopography of the Later Roman Empire